# Vuelta a España 1971
La Vuelta a España 1971, ventiseiesima edizione della corsa, si è svolta in diciassette tappe, undicesima e ultima suddivise in due semitappe, precedute da un cronoprologo iniziale, dal 29 aprile al 16 maggio 1971, per un percorso totale di 2892 km. La vittoria fu appannaggio del belga Ferdinand Bracke, che completò il percorso in 73h50'05", precedendo il connazionale Wilfried David e lo spagnolo Luis Ocaña.

## Tappe
| Tappa  | Data      | Percorso                              | km   | Vincitore di tappa    | Leader cl. generale |
| ------ | --------- | ------------------------------------- | ---- | --------------------- | ------------------- |
| Prol.  | 29 aprile | Almería > Almería (cron. individuale) | 4,2  | René Pijnen           | René Pijnen         |
| 1ª     | 30 aprile | Almería > Águilas                     | 126  | Gert Harings          | René Pijnen         |
| 2ª     | 1º maggio | Águilas > Calp                        | 245  | Eddy Peelman          | René Pijnen         |
| 3ª     | 2 maggio  | Calp > La Pobla de Farnals            | 164  | Cyrille Guimard       | René Pijnen         |
| 4ª     | 3 maggio  | La Pobla de Farnals > Benicasim       | 175  | Hubert Hutsebaut      | Domingo Perurena    |
| 5ª     | 4 maggio  | Benicasim > Salou                     | 172  | René Pijnen           | René Pijnen         |
| 6ª     | 5 maggio  | Salou > Barcellona                    | 149  | Eddy Peelman          | René Pijnen         |
| 7ª     | 6 maggio  | Barcellona > Manresa                  | 179  | Walter Godefroot      | René Pijnen         |
| 8ª     | 7 maggio  | Balaguer > Jaca                       | 211  | Walter Godefroot      | René Pijnen         |
| 9ª     | 8 maggio  | Jaca > Pamplona                       | 175  | Agustín Tamames       | Agustín Tamames     |
| 10ª    | 9 maggio  | Pamplona > San Sebastián              | 120  | Gerard Vianen         | Agustín Tamames     |
| 11ª-1ª | 10 maggio | San Sebastián > Bilbao                | 140  | Gerben Karstens       | Agustín Tamames     |
| 11ª-2ª | 10 maggio | Bilbao > Bilbao (cron. individuale)   | 2,65 | José Antonio González | Miguel María Lasa   |
| 12ª    | 11 maggio | Bilbao > Vitoria                      | 185  | Luis Ocaña            | Ferdinand Bracke    |
| 13ª    | 12 maggio | Vitoria > Torrelavega                 | 208  | Eddy Peelman          | Ferdinand Bracke    |
| 14ª    | 13 maggio | Torrelavega > Burgos                  | 192  | Wilfried David        | Ferdinand Bracke    |
| 15ª    | 14 maggio | Burgos > Segovia                      | 188  | Cyrille Guimard       | Ferdinand Bracke    |
| 16ª    | 15 maggio | Segovia > Avila                       | 114  | Joop Zoetemelk        | Ferdinand Bracke    |
| 17ª-1ª | 16 maggio | Avila > Madrid                        | 138  | Willy Scheers         | Ferdinand Bracke    |
| 17ª-2ª | 16 maggio | Madrid > Madrid (cron. individuale)   | 5,3  | René Pijnen           | Ferdinand Bracke    |
| Totale | Totale    | Totale                                | 2892 |                       |                     |

## Classifiche finali

### Classifica generale
| Pos. | Corridore         | Squadra             | Tempo     |
| ---- | ----------------- | ------------------- | --------- |
| 1    | Ferdinand Bracke  | Peugeot-BP-Michelin | 73h50'05" |
| 2    | Wilfried David    | Peugeot-BP-Michelin | a 59"     |
| 3    | Luis Ocaña        | Bic                 | a 1'51"   |
| 4    | Miguel María Lasa | Orbea               | a 2'18"   |
| 5    | Manuel Galera     | Karpy               | a 2'37"   |
| 6    | Joop Zoetemelk    | Mars-Flandria       | a 2'48"   |
| 7    | Agustín Tamames   | Werner              | a 5'15"   |
| 8    | Antonio Martos    | Werner              | a 5'45"   |
| 9    | Raymond Poulidor  | Fagor-Mercier       | a 6'01"   |
| 10   | Luis Balagué      | Werner              | a 6'17"   |

### Classifica a punti
| Pos. | Corridore         | Squadra             | Punti |
| ---- | ----------------- | ------------------- | ----- |
| 1    | Cyrille Guimard   | Fagor-Mercier       | 233   |
| 2    | Miguel María Lasa | Orbea               | ?     |
| 3    | Walter Godefroot  | Peugeot-BP-Michelin | ?     |

### Classifica scalatori
| Pos. | Corridore      | Squadra             | Punti |
| ---- | -------------- | ------------------- | ----- |
| 1    | Joop Zoetemelk | Mars-Flandria       | 106   |
| 2    | Luis Balagué   | Werner              | 82    |
| 3    | Wilfried David | Peugeot-BP-Michelin | 71    |